# Junko Frank
 (octobre 2012).
Si vous disposez d'ouvrages ou d'articles de référence ou si vous connaissez des sites web de qualité traitant du thème abordé ici, merci de compléter l'article en donnant les références utiles à sa vérifiabilité et en les liant à la section « Notes et références ».
Junko Frank (仏蘭久 淳子, Furanku Junko, née Junko Tsuchihachi à Wakayama en 1930) est une peintre et traductrice japonaise.

## Biographie

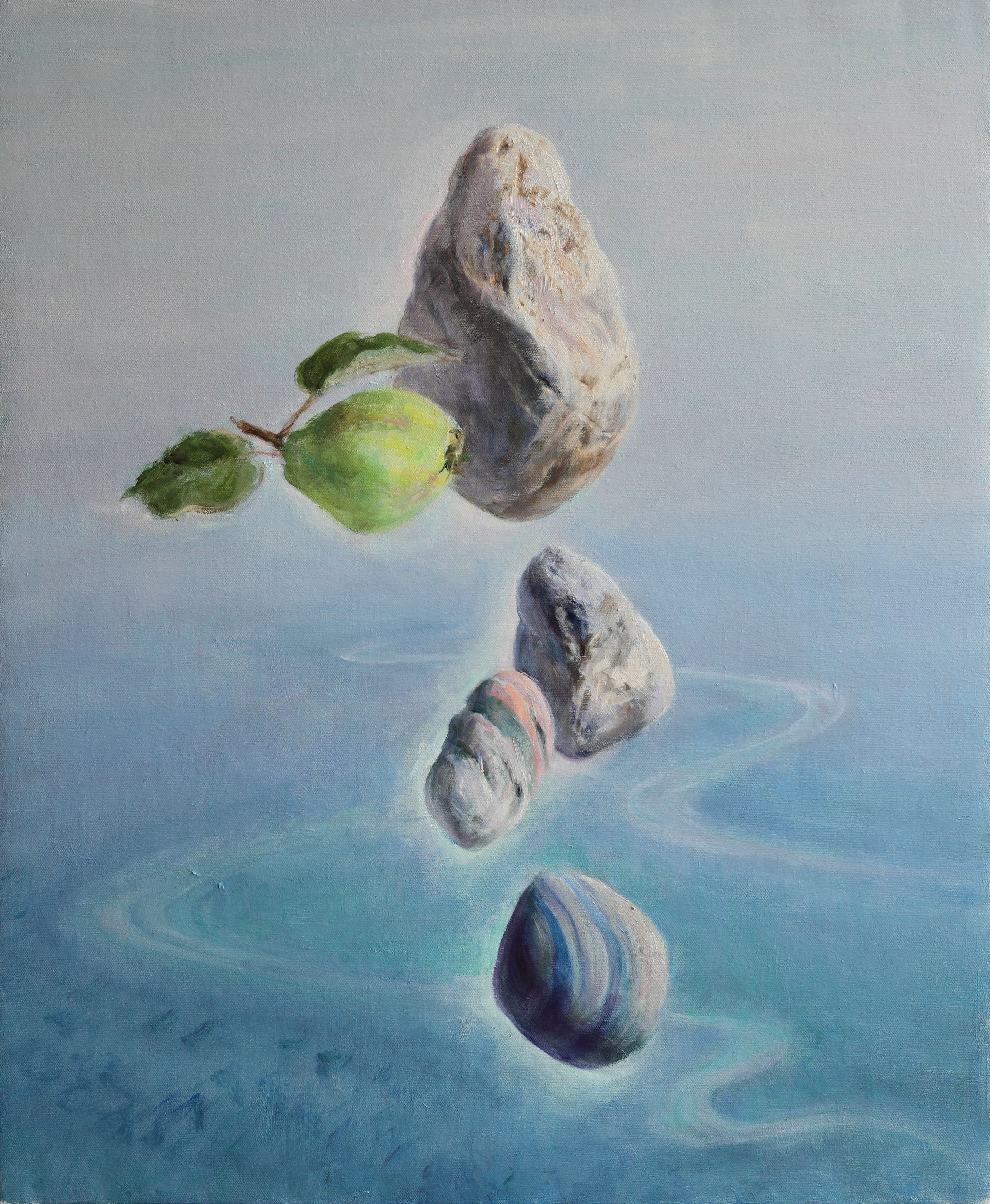
passants - huiles sur toile

Issue d'une famille de notables de la province de Wakayama, elle s'initie à l'âge de 15 ans à la peinture à l'huile sur le conseil d'un oncle professeur de dessin. Quatre ans plus tard, elle est admise à l'université Nationale des Beaux-Arts de Tokyo (Tôkyô Geijutsu Daigaku) où elle poursuit des études d’art jusqu’à l’obtention du diplôme supérieur en 1955. L'année suivante, elle épouse l'orientaliste Bernard Frank, dont elle partagera la vie jusqu'au décès de celui-ci en 1996. Durant plus d'un demi-siècle, elle crée une œuvre originale d'inspiration surréaliste mais proche de la nature.
Installée en France à Neuilly-sur-Seine, elle expose pour la première fois en 1959 au Salon d'Automne dont elle devient membre sociétaire deux ans plus tard. En 1964, elle participe à l'Exposition internationale des femmes peintres de Paris et se voit décerner la médaille d'argent de la Ville de Paris. Trois ans plus tard, elle participe à l'Exposition internationale des femmes peintres d'Athènes où elle reçoit la Médaille d’or de la ville.
De 1968 à 2012, elle participe à de nombreuses expositions en France et au Japon : Exposition des peintres japonais contemporains (Nancy, 1970), Festival international de la peinture (Cagnes, 1971), Exposition internationale du figuratif (Tokyo 1973 et 1986).
En 1988, elle expose une rétrospective de ses œuvres à la Fondation Hugot du Collège de France (Paris, 1988). En 2007, elle participe, au Musée de l’Université nationale des Beaux-Arts de Tokyo, à l’exposition Les Peintres japonais occidentalisant et Paris. Ses œuvres ont par ailleurs fait l’objet d’expositions particulières aux galeries Lambert (Paris, 1965), Bungei Shunju (Tokyo, 1968, 1973), 2+3 (Paris 1976), Jacques Massol (Paris 1981) et Mireille Batut d’Haussay (Paris 2003) ainsi qu’aux galeries Yoshii de Paris (1993, 2008) et de Tokyo (1983, 1991, 2001, 2012).
Outre son activité de peintre, elle entreprend, à partir de 1996, de traduire en Japonais les écrits de son mari décédé comme Furyu to Oni (1998), puis Nihon Bukkyo Mandala (2002) et Le Bouddhisme Japonais à travers les Ofuda (2006).
En 2011, elle supervise au Musée Guimet la réalisation de l’exposition de la collection des Ofuda constituée par Bernard Frank : Ofuda, Images gravées des temples du Japon.
Du début des années 1960 jusqu’à nos jours, son œuvre aura cheminé au travers d’un espace surréaliste nourri de formes offertes par la nature, minérale ou vivante. Aux œuvres des années 1960 où apparaît souvent le thème de la graine (Graine, 1965 ; Eveil, 1966 ; Nuit, 1966, Cassure, 1966) font suite, au début des années 1970, des formes surréalistes inscrites dans des espaces aux horizons surnaturels dans lesquels s’ouvrent des fenêtres qui évoquent l’inconnu de la matière noire (Cassure « espace », 1972 ; 1972). Vers le milieu des années 1970 apparaissent dans ces horizons surréalistes, des sphères de thématique explicitement bouddhiste ou évoquant implicitement l’esthétique du bouddhisme Japonais (Socle, 1975 ; Torsion, 1980 ; Jaillissement, 1982 ; Songe, 1984). Ces sphères symboliques suspendues devant des horizons où la limite entre les airs et les eaux s’est adoucie et où les gradients subtiles de bleu et de vert sont devenus prépondérants, seront peintes par l’artiste jusqu’à milieu des années 1980, époque à laquelle apparaissent des pierres affranchies de la gravité planétaire, suspendues dans des univers où les ciels et les eaux ondulantes tendent à fusionner vers un infini mystique (Pierre solitaire, 1988 ; Courant ascendant, 1991 ; Transparence, 1992. Ces pierres cosmiques inspirées de gallets soigneusement choisis sur les grèves de Côtes d’Armor, tiendront une place prépondérante dans la peinture de Junko Frank jusque vers la fin des années 2000. Cependant, à partir du milieu des années 1990, l’artiste y associera des thématiques végétales adoucissant la rigueur des compositions minérales (Vol de pommes, 1997 ; Passants, 2000 et 2002, Mandala, 2007).
À partir du début des années 2010, elle ajoutera une dimension florale à son œuvre.